# Musée des Nourrices et des Enfants de l'Assistance publique
Le musée des Nourrices et des Enfants de l'Assistance publique est un musée situé en France dans la commune d'Alligny-en-Morvan, dans le département de la Nièvre en Bourgogne-Franche-Comté.
Ouvert en 2016 au cœur du parc naturel régional du Morvan, ce musée constitue la 7e maison à thème de l’écomusée du Morvan. Lieu de visite et de convivialité, le musée héberge un espace d’exposition, un centre-ressource, un café et trois chambres d’hôtes.

## Enfants assistés et nourrices du Morvan: une histoire partagée
« L’histoire des nourrices et des enfants de l’Assistance publique a façonné l’identité du Morvan. Depuis la fin du XVIIIe siècle, elle a concerné plusieurs dizaines de milliers d’enfants, de femmes, de familles. Évoquant ces destinées individuelles et collectives, le musée des Nourrices et des Enfants de l'Assistance publique est un trait d’union entre l’histoire et les questions actuelles portant sur la famille, la parentalité, les enfants, etc. ».
Le Morvan est un massif de hautes collines français situé en Bourgogne-Franche-Comté, région connue pour être une terre nourricière. Jusqu'à la Première Guerre mondiale les Morvandelles sont réputées pour la qualité de leur lait. À cette époque les femmes du Morvan ont servi de nourrices aux enfants de la haute-bourgeoisie de Paris et aux bébés des cours princières en Europe. La région a accueilli jusque dans les années 1960 des dizaines de milliers d’enfants de l’Assistance publique, essentiellement parisiens – les « Petits Paris » comme ils étaient appelés.
Le Musée des nourrices et des enfants de l’Assistance publique, offre à ses visiteurs une exposition que retrace cette activité nourricière dans sa dimension économique, vitale autrefois dans cette région pauvre, mais aussi dans ses aspects intimes, au plus près des enfants et des familles.
Construit dans l’ancien hôtel de la Poste du village, il permet au visiteur de cheminer à son rythme à travers une scénographique vivante où s’entremêlent données historiques et témoignages portés par des dispositifs multimédias. Le parcours, inspiré d’une rue villageoise avec ses maisonnettes qui se succèdent, conte l’histoire des enfants de l’Assistance publique et de leurs nourrices, celles « sur place » restées au pays ou celles « sur lieu » parties en ville se mettre au service de familles aisées.
Le lieu se veut aussi un espace évolutif, les visiteurs pouvant laisser leurs propres témoignages ou faire des recherches généalogiques grâce à l’association des Amis de la Maison des Enfants de l’Assistance publique et des Nourrices du Morvan, créée en 2007 ».

## Missions du musée
Le musée a pour mission d'être un lieu de mémoire et de questionnement présentant les aspects historiques et sociologiques du placement des enfants de l’Assistance Publique et du métier de nourrice « sur place » et « sur lieu ».
Dans un espace de 250 m2, l'exposition permet de croiser des points de vue historique, sociologique, anthropologique et mémoriel. Il met en perspective l’histoire du Morvan à travers celle plus générale de l’administration publique et de son évolution, tout en laissant la parole à ses acteurs par le biais des témoignages écrits et oraux, ou encore, grâce à la présentation d’objets.
En regard de cette exposition, un centre-ressources est en cours de structuration pour :
- poursuivre les recherches et les collectes de témoignages et d'objets ;
- accompagner les personnes recherchant des informations sur leur généalogie ;
- constituer un lieu « référence » sur les politiques de l'enfance et de la famille en partenariat avec les travailleurs sociaux.